# Imam Jagne
Imam Jagne, född 1 oktober 2003, är en svensk fotbollsspelare som spelar för IFK Göteborg.

## Karriär
Sex år gammal började Imam Jagne att spela i Göteborgsklubben Solväders FC i Biskopsgården. När han var tolv år gammal gjorde han övergången till BK Häcken.Han tränades där bland annat av tränarna Frode Gaustad och Jens Marsfeld.
Den 2 november 2019 blev Jagne historisk. På övertid i den sista allsvenska matchen för säsongen fick han nämligen göra ett tvåminutersinhopp när hans BK Häcken förlorade med 1-4 mot Hammarby IF och blev därmed den första spelaren född 2003 att spela allsvensk fotboll.
I februari 2020 skrev Jagne också på sitt första A-lagskontrakt med BK Häcken, vilket var på tre år. Den 4 oktober 2020 värvades Jagne av Everton, där han skrev på ett treårskontrakt. Han anslöt till klubbens akademi. I december 2022 värvades Jagne av Mjällby AIF, där han skrev på ett treårskontrakt. I februari 2024 förlängde Jagne sitt kontrakt fram till och med 2027.
Den 13 december 2024 värvades Imam Jagne av IFK Göteborg för cirka 5 miljoner kronor. Han gjorde sitt första mål för klubben i februari 2025 i en 4-3 vinst mot Djurgården i Svenska Cupen.

## Personligt
Imam Jagne föddes i Gambia men kom till Sverige som liten. Han är uppvuxen i området Biskopsgården på Hisingen i Göteborg.

## Karriärstatistik
| Klubb              | Säsong             | Liga               | Liga    | Liga | Nationell cup | Nationell cup | Totalt  | Totalt |
| Klubb              | Säsong             | Division           | Matcher | Mål  | Matcher       | Mål           | Matcher | Mål    |
| ------------------ | ------------------ | ------------------ | ------- | ---- | ------------- | ------------- | ------- | ------ |
| BK Häcken          | 2019               | Allsvenskan        | 1       | 0    | 0             | 0             | 1       | 0      |
| BK Häcken          | 2020               | Allsvenskan        | 0       | 0    | 0             | 0             | 0       | 0      |
| BK Häcken          | Totalt             | Totalt             | 1       | 0    | 0             | 0             | 1       | 0      |
| Totalt i karriären | Totalt i karriären | Totalt i karriären | 1       | 0    | 0             | 0             | 1       | 0      |